# Dziadowice-Folwark
Dziadowice-Folwark – wieś w Polsce położona w województwie wielkopolskim, w powiecie tureckim, w gminie i parafii Malanów. Wieś znajduje się w sąsiedztwie wielu lasów, głównie iglastych.
W latach 1975–1998 miejscowość administracyjnie należała do województwa konińskiego.
Jak wskazuje nazwa, tutaj znajdowały się zabudowania gospodarcze poszczególnych właścicieli majątku Dziadowice oraz domy, tzw. czworaki robotników rolnych.
Umownie wieś dzieli się na: Kresy, Parcele, Łąki i Centrum (znajduje się tam m.in. świetlica wiejska). Na terenie wsi znajduje się Sala Królestwa zboru Świadków Jehowy

## Sąsiednie wsie
- Dziadowice
- Bibianna
- Piętno